# Kaltselbstklebende Bitumendichtungsbahn
Kaltselbstklebende Bitumendichtungsbahnen (kurz KSK-Bitumenbahn) sind Mittel zur Bauwerksabdichtung (Schwarze Wanne). Sie sind nach DIN 18195 genormt und bestehen aus kunststoffmodifiziertem Bitumen, das auf eine reißfeste HDPE-Trägerfolie aufgebracht ist. Sie eignen sich für die Lastfälle der Bodenfeuchtigkeit und nichtstauendes Sickerwasser. KSK-Bahnen überbrücken Risse im Mauerwerk und sind kälte- und wärmebeständig. Die Bahnen sind direkt nach dem Aufkleben belastbar, d. h. die Baugrube darf sofort verfüllt werden (nachdem die Schutzschicht verlegt ist).
Vom Material her teurer als die Bitumen-Schweißbahn liegt der Vorteil der kaltselbstklebenden Bitumendichtungsbahnen in der kürzeren Verarbeitungszeit.
Die selbstklebende Dichtungsbahn wird vollflächig, überlappend und faltenfrei auf den Untergrund gerollt, wobei die Schutzlage abgezogen wird. Bahnen dürfen auch bei leichten Minustemperaturen verarbeitet werden.